# Allée couverte de Boun Marcou
L'allée couverte de Boun Marcou est située à Mailhac dans le département de l'Aude.

## Description
L'allée couverte a été découverte par Philipe Héléna en 1930. Elle mesure environ 5,50 m de long pour 1,50 m de large. Elle est orientée ouest-est et ouvre au levant. Elle se compose de neuf orthostates : cinq côté nord, deux côté sud, une côté ouest et une dalle transversale interne à la chambre. La chambre elle-même devait mesurer 2,50 m de long sur 1,50 m de large. La dixième dalle visible correspond à une table de couverture. Toutes les dalles sont en calcaire sauf la table de couverture qui pourrait être en poudingue dont on trouve un gisement à peu de distance. Le sol de la chambre comporte un dallage en calcaire assez élaboré qui recouvrait une seconde couche archéologique. 
Le tumulus a disparu mais « il devait dépasser la chambre de 1,50 m de toutes parts », soit un ovale d'environ 8,50 m de long pour 4,50 m de large.

## Fouilles archéologiques
Les fouilles ont livré un mobilier funéraire composé de matériel lithique (11 flèches et 9 lames en silex), de deux palettes en schiste, d'outils (1 poinçon en os, 1 aiguille en cuivre) et 380 objets de parure (270 perles diverses, dentales, pendeloques en coquillage et bois de cerf, 3 boutons perforés en « V »...) dont un disque en bronze massif en forme de cône décoré de cercles concentriques. 
La couche archéologique inférieure ne contenait que des fragments de poteries assez grossières, non décorées.
La couche archéologique supérieure (au-dessus du dallage) recelait des fragments d'objets en poterie (gobelets, coupelle, écuelles) décorés de motifs typiques du Campaniforme dont un gobelet entier avec un décor rayonnant, « l'une des réalisations les plus remarquables du campaniforme de la région ». 
L'ensemble a été daté de la fin du Néolithique vers le IIIe millénaire av. J.-C..